# Dendrocincla homochroa
El trepatroncos rojizo (en México, Nicaragua y Panamá) (Dendrocincla homochroa), también denominado trepador rojizo (en Costa Rica, Nicaragua y Venezuela), trepatroncos canelo (en México) o trepatroncos colorado (en Colombia), es una especie de ave paseriforme de la familia Furnariidae, de la subfamilia Dendrocolaptinae, perteneciente al género Dendrocincla. Es nativa de la América tropical (Neotrópico), desde México, por América Central, hasta el norte de América del Sur.

## Distribución y hábitat
Las diversas subespecies se distribuyen de forma disjunta desde el sur de México, por Guatemala, Belice, El Salvador, Honduras, Nicaragua, Costa Rica, Panamá, hasta el noroeste de Colombia, y en el norte de Colombia y noroeste de Venezuela.
Esta especie es considerada poco común y local en su hábitat natural: el sotobosque de selvas húmedas por debajo de los 450 metros de altitud.

## Sistemática

### Descripción original
La especie D. homochroa fue descrita por primera vez por el zoólogo británico Philip Lutley Sclater en 1859 pero publicado en 1860, bajo el nombre científico Dendromanes homochrous; su localidad tipo es: «Teotalcingo, Oaxaca, México».

### Etimología
El nombre genérico femenino «Dendrocincla» se compone de las palabras del griego «δενδρον dendron: árbol, y del latín cinclus: tordo, zorzal, que proviene del griego «κιγκλος kinklos»: ave no identificada;  y el nombre de la especie «homochroa», proviene del griego «ὁμοχρους homokrous»: uniforme, de un solo color, monocromático.

### Taxonomía
La subespecie acedesta algunas veces es incluida en la nominal, con base en que la variación de dimensiones es clinal. La identidad subespecífica de las aves de la pendiente caribeña de Costa Rica precisa ser confirmada.

### Subespecies
Según las clasificaciones del Congreso Ornitológico Internacional (IOC) y Clements Checklist/eBird v.2019 se reconocen cuatro subespecies, con su correspondiente distribución geográfica:
- Dendrocincla homochroa homochroa (P.L. Sclater, 1860) – pendientes caribeña y del Pacífico del sur de México (norte y noreste de Oaxaca, península de Yucatán) hacia el sur y este hasta Belice, Guatemala, El Salvador (un sitio), Honduras y noreste de Nicaragua.
- Dendrocincla homochroa acedesta Oberholser, 1904 – pendiente del Pacífico del suroeste de Nicaragua al sur hasta el oeste de Panamá; también (aparentemente sea esta subespecie) en la pendiente caribeña de los dos tercios norteños de Costa Rica.
- Dendrocincla homochroa ruficeps P.L. Sclater & Salvin, 1868 – centro y este de Panamá (al este desde el este de Chiriquí) y localmente en el adyacente noroeste de Colombia (norte de Chocó).
- Dendrocincla homochroa meridionalis Phelps Sr. & Phelps Jr., 1953 – norte de Colombia y noroeste de Venezuela (laderas más bajas de la Sierra Nevada de Santa Marta, Serranía del Perijá, cordillera de Mérida y Cerro El Cogollal).